# Su (Riner)
Su es una localidad española perteneciente al municipio leridano de Riner, en la comunidad autónoma de Cataluña.

## Historia
La localidad hacia mediados del siglo XIX ya formaba parte del municipio de Riner, si bien el caserío estaba al parecer dividido administrativamente. La cuadra de Su, a la que por entonces se adjudicaba una población de 23 habitantes, aparece descrita en el decimocuarto volumen del Diccionario geográfico-estadístico-histórico de España y sus posesiones de Ultramar de Pascual Madoz de la siguiente manera:

SU: cuadra en la prov. de Lérida, part. jud. de Solsona, agregada al distr. municipal de Riner. sit. en una hondonada, donde el clima es templado y sano, y los vientos mas frecuentes los del NE. Consta de 7 casas (*) y una igl. parr. (Sta. Maria) de la que depende el anejo de San Justo ; el curato es de segundo ascenso y de patronato real. Confina el térm. por N. con Riner; E. Bergns; S. Sangra, y O. San Justo de Ardebol. El terreno es montuoso, secano y de mediana calidad: le cruzan los caminos que dirigen á Solsona, Cardona y Calaf, en regular estado: la correspondencia se recibe de Solsona. prod.: centeno, cebada, patatas y legumbres; cria ganado lanar y de cerda, y caza de liebres y perdices en abundancia. pobl.: 3 vec. 23 almas. riqueza imp.: 10,995 rs. contr.: el 14'48 por 100 de esta riqueza.
(Madoz, 1849, p. 526)